# Amyras arcanus
Amyras arcanus är en stekelart som beskrevs av Papp 2004. Amyras arcanus ingår i släktet Amyras och familjen bracksteklar. Inga underarter finns listade i Catalogue of Life.